# Honda RA302
La Honda RA302 era una vettura da competizione della Honda. Venne realizzata dalla Honda Racing ma schierata dalla Honda Racing France durante la stagione 1968 del campionato di Formula 1. Montava un motore 3 litri, 8 cilindri a V di 120°. La vettura venne sviluppata per volontà di Soichiro Honda che intendeva sviluppare un motore da Formula 1 raffreddato ad aria. La RA302 partecipò ad una sola gara affiancandosi durante la stagione 1968 alla precedente RA301 dotata di motore con raffreddamento a liquido.
La vettura venne portata in gara dal pilota francese Jo Schlesser nel Gran Premio di Francia che si teneva a Rouen-Les-Essarts, dopo che John Surtees si era rifiutato di guidarla in quanto la considerava poco sicura. Durante il secondo giro della competizione Schlesser ebbe un incidente alla Virage des Six Fréres con la vettura che uscì di pista andando a urtare contro il terrapieno. La scocca in magnesio della vettura, con carburante per 58 giri, prese fuoco immediatamente uccidendo Schlesser che era a bordo.
Venne costruita una seconda RA302, che differiva dalla prima per delle piccole modifiche. Questa vettura doveva essere guidata, nella gara successiva, da Surtees che però rifiutò nuovamente.
Alla fine della stagione la Honda decise di ritirarsi dalla Formula 1 e la RA302 rimase, fino alla presentazione della RA106 del 2006, l'ultima vettura da Formula 1 costruita dalla casa giapponese.

## Risultati in Formula 1
| Anno | Team         | Motore                        | Gomme | Piloti    |  |  |  |  |  |     |  |  |  |  |  |  | Punti | Pos. |
| ---- | ------------ | ----------------------------- | ----- | --------- |  |  |  |  |  | --- |  |  |  |  |  |  | ----- | ---- |
| 1968 | Honda France | Honda RA302E V8 120° 3000 cm³ | F     | Schlesser |  |  |  |  |  | Rit |  |  |  |  |  |  | 0     | -    |